# Bioconservatisme
 (mars 2025).
 (mars 2025).
- Si vous ne connaissez pas le sujet, laissez ce bandeau (vous pouvez alors contacter les auteurs).
- Si vous supprimez le contenu mis en cause (vous pouvez préalablement contacter les auteurs),

argumentez précisément cette suppression dans la page de discussion
(un manque de référence n'est pas un argument ; une recherche réelle de référence doit avoir été effectuée, être formellement documentée).

Le bioconservatisme est une approche philosophique et éthique qui préconise la prudence et la modération dans l'usage des biotechnologies, notamment en ce qui concerne la manipulation génétique et l'augmentation de l'être humain. Le terme « bioconservatisme » est un mot-valise formé à partir des mots biologie et conservatisme.

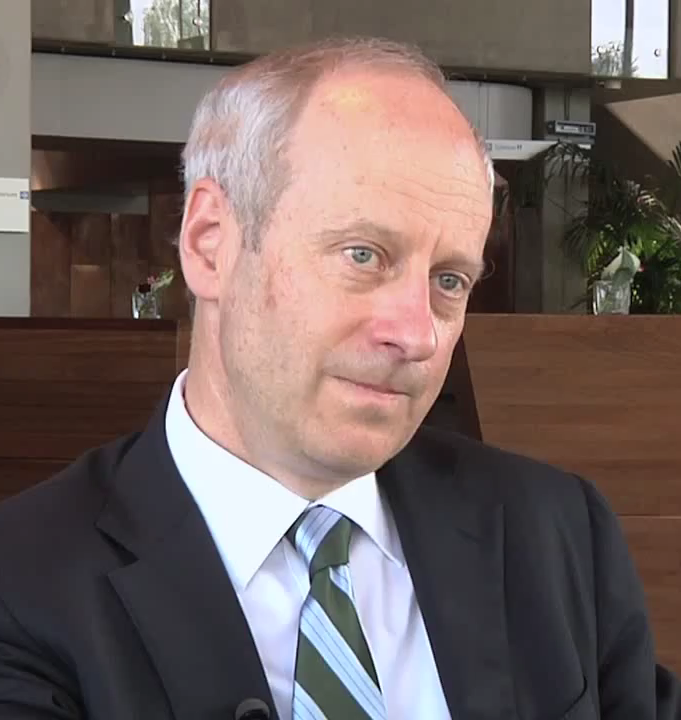
Michael Sandel, en 2012, philosophe politique américain et figure majeure du bioconservatisme.

Les détracteurs du bioconservatisme, comme Steve Clarke et Rebecca Roache, affirment que les bioconservateurs basent leurs arguments essentiellement sur des intuitions, lesquelles peuvent être influencées par divers biais cognitifs. Selon eux, la difficulté des bioconservateurs à reconnaître la fragilité de leur position est vue comme un facteur contribuant à l’impasse du débat.
Les bioconservateurs ont des perspectives politiques variées, allant des conservateurs religieux et culturels de droite aux écologistes de gauche et aux critiques technologiques. Ce qui unit les bioconservateurs est le scepticisme à l’égard des transformations médicales et biotechnologiques du monde vivant,,,. À la différence du bioluddisme, le bioconservatisme propose une critique plus spécifique de la société technologique. Il se caractérise par une valorisation du naturel, envisagé comme une catégorie morale,.  Francis Fukuyama, un bioconservateur notable, critique le transhumanisme et met en garde contre les dangers potentiels des biotechnologies sur la nature humaine et la société. Les transhumanistes critiquent les bioconservateurs, et mettent en avant au contraire la notion de liberté morphologique.

## Les défenseurs du bioconservatisme
Les bioconservateurs s'opposent aux arguments des transhumanistes, qui plaident en faveur de l’usage des technologies d’amélioration humaine tout en reconnaissant leurs risques. Ces derniers estiment que ces technologies peuvent transformer profondément notre conception de l’être humain et sont essentielles à l’évolution future de l’humanité. Les philosophes transhumanistes tels que Nick Bostrom croient que la modification génétique sera essentielle pour améliorer la santé humaine à l’avenir.
Selon Bostrom, l'argument bioconservateur repose sur trois éléments principaux, dont le premier affirme que l’augmentation humaine est intrinsèquement dégradante et, par conséquent, néfaste ; deuxièmement, que l'existence d'humains augmentés constitue une menace pour les « humains ordinaires » ; et troisièmement, que l'augmentation humaine montre un manque de reconnaissance du fait que « tout dans le monde n'est pas ouvert à n'importe quelle utilisation que nous pouvons désirer ou concevoir ». Les deux premiers éléments de cet argument sont d’ordre laïque, tandis que le dernier repose sur des convictions d’inspiration religieuse ou quasi-religieuse.

### Michael Sandel
Michael J. Sandel, philosophe politique américain et figure majeure du bioconservatisme, a développé ses idées dans un article suivi d’un livre, tous deux intitulés The Case Against Perfection, qui concernent la permissibilité morale du génie génétique ou de l'édition du génome. Sandel compare les améliorations génétiques et non génétiques, soulignant que de nombreuses modifications non génétiques produisent des effets similaires à ceux du génie génétique. Par exemple, l'utilisation de tuteurs pour le SAT ou de médicaments comme le Ritalin peut entraîner des changements comparables à une légère altération de l'intelligence innée. À travers ces exemples, Sandel illustre que le principal enjeu moral du génie génétique ne réside pas tant dans ses conséquences sur l'action humaine que dans l'idéal de perfection qui motive cette volonté de maîtrise. Selon lui, « l’objection morale la plus profonde à l’amélioration réside moins dans la perfection qu’elle recherche que dans la disposition humaine qu’elle exprime et promeut ». Par exemple, le souhait des parents que leur enfant possède certaines caractéristiques génétiques entre en contradiction avec l’amour inconditionnel qu’ils devraient lui porter. Sandel écrit : « Apprécier les enfants comme des cadeaux, c’est les accepter tels qu’ils viennent, et non comme des objets de notre conception, des produits de notre volonté ou des instruments de notre ambition. »
Sandel souligne que les arguments conséquentialistes omettent la question fondamentale de savoir si la bio-amélioration devrait être une aspiration. Il défend l’idée que l’augmentation humaine doit être évitée, car elle reflète un désir excessif de transformation personnelle et de « maîtrise de sa nature ». Dans le domaine de l'amélioration cognitive, il argue que la véritable question morale à considérer n'est pas l'impact de l'inégalité d'accès à cette technologie sur la création de deux classes d'humains, mais plutôt la légitimité de l'aspiration à une telle amélioration. De même, il soutient que l'enjeu éthique du génie génétique ne réside pas dans une atteinte à l'autonomie de l'enfant, car une telle affirmation « suppose à tort qu’en l'absence d’un parent concepteur, les enfants seraient libres de choisir eux-mêmes leurs caractéristiques ». Il voit l'amélioration comme une manifestation d'orgueil, une tentative de maîtriser la nature. Chercher à rendre l'amélioration permanente est, selon lui, un exemple de vanité. Sandel critique également l'argument selon lequel un athlète génétiquement modifié aurait un avantage déloyal sur ses concurrents non modifiés, en soulignant qu'il a toujours existé des différences génétiques entre les athlètes. En bref, Sandel soutient que les véritables problèmes éthiques liés au génie génétique concernent ses effets sur les valeurs que sont l'humilité, la responsabilité et la solidarité.

#### Humilité
Sandel affirme que l'humilité est une vertu morale qui serait compromise par le génie génétique. Selon lui, l'humilité incite à « accepter l'inattendu, à vivre avec la dissonance et à contrôler ses impulsions » et elle mérite donc d'être encouragée dans tous les aspects de la vie. Cela comprend l'humilité des parents vis-à-vis de leur propre patrimoine génétique ainsi que de celui de leurs enfants. Sandel redoute que, grâce au génie génétique, la relation entre parents et enfants ne soit « défigurée » :
Le problème réside dans l'orgueil des parents concepteurs, dans leur désir de maîtriser le mystère de la génétique. Même si cela ne conduisait pas les parents à devenir des tyrans envers leurs enfants, cela altérerait la relation parent-enfant, privant ainsi les parents de l'humilité et de la compassion qu'une ouverture à l'imprévu peut nourrir.
Sandel soutient que la vertu d'humilité est essentielle pour être un bon parent. Cette humilité implique d'accepter que l'enfant puisse ne pas suivre les attentes parentales. Il prend l'exemple d'un parent qui souhaite avoir un enfant sportif. Cette attente est incompatible avec l'idée d'une ouverture à l'imprévu, qui est une composante de l'humilité. L'amélioration génétique, selon Sandel, prive le parent de cette humilité car elle lui donne l'illusion de pouvoir contrôler le développement de son enfant. Sandel estime que les parents doivent être prêts à aimer leur enfant de manière inconditionnelle et à le voir comme un cadeau de la nature, plutôt que comme une entité à façonner selon leurs attentes et critères génétiques. Par ailleurs, dans l’article The Case Against Perfection, Sandel avance :
Je ne crois pas que le principal problème de l’amélioration et du génie génétique soit qu’ils minent l’effort humain et réduisent l’action individuelle. Le véritable danger réside dans le fait qu’ils incarnent une forme d'hyper-agence – une ambition prométhéenne de remodeler la nature, y compris la nature humaine, pour répondre à nos objectifs et combler nos désirs.
Ainsi, Sandel craint qu'un aspect fondamental de la nature humaine – et le sens de la vie qui en découle – soit progressivement érodé par l’expansion radicale au-delà de nos capacités naturelles. Il qualifie ce désir de « projet prométhéen », qui ne peut être pleinement réalisé sans une reconnaissance de notre humilité et de notre place dans la nature. Sandel ajoute :
C’est en partie une sensibilité religieuse. Mais sa résonance va au-delà de la religion.

#### Responsabilité
Sandel estime qu'avec l'essor de l'amélioration génétique, la responsabilité de l'humanité connaîtra une « explosion ».Il affirme que le génie génétique augmentera la responsabilité des parents, car « ceux-ci seront responsables du choix, ou de l'échec, des traits appropriés pour leurs enfants ». Il considère qu'une telle responsabilité fera des gènes une question de choix plutôt que de hasard. Sandel illustre cet argument par le biais du sport : dans l'athlétisme, les mauvais résultats sont souvent imputés à des facteurs extérieurs tels que le manque de préparation ou de discipline. Avec l'introduction du génie génétique chez les athlètes, Sandel estime que ceux-ci seront davantage responsables de leurs talents et de leurs performances, notamment s'ils ne possèdent pas les traits génétiques nécessaires au succès. Il extrapole cette idée à la société dans son ensemble, affirmant que les individus devront assumer une responsabilité accrue en cas de déficience, face à un choix génétique de plus en plus large.

#### Solidarité
Sandel souligne que sans génie génétique, un enfant est « à la merci de la loterie génétique ». Les marchés de l'assurance permettent de mutualiser les risques au profit de tous : ceux qui sont en bonne santé contribuent à soutenir ceux qui ne le sont pas. Cela peut être formulé de manière plus générale ainsi : le succès individuel n'est pas entièrement déterminé par l'individu ou ses parents, car les traits génétiques sont en partie attribués de manière aléatoire à partir d'un réservoir collectif. Sandel soutient que, étant donné que nous faisons tous face aux mêmes risques, il est possible de mettre en place des systèmes d'assurance sociale fondés sur un principe de solidarité. Cependant, l’amélioration génétique offre aux individus une connaissance parfaite de leur patrimoine génétique et une résistance accrue à certaines maladies. Les individus ainsi améliorés seraient réticents à rejoindre un tel système ou une telle communauté, car cela impliquerait pour eux des pertes inévitables. Ils ne se sentiraient plus redevables envers leur communauté, ce qui entraînerait la disparition de la solidarité sociale.
Sandel soutient que la solidarité « naît lorsque les hommes et les femmes réfléchissent à la contingence de leurs talents et de leur fortune ». Il soutient que si nos dotations génétiques commencent à être considérées comme des « réalisations pour lesquelles nous pouvons revendiquer le mérite », la société n'aurait aucune obligation de partager avec les moins fortunés. En conséquence, Sandel s'oppose à la quête de la perfection génétique, car elle détruirait la solidarité qui émerge lorsque les individus prennent conscience de la dimension contingente de leur réussite.

### Leon Kass

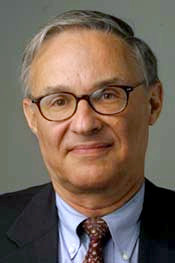
Leon Kass

Dans son article « Corps sans âge, âmes heureuses » Leon Kass plaide en faveur du bioconservatisme. Son argument a d'abord été exposé lors d'une conférence au Centre d'éthique et de politique publique de Washington DC, avant d'être publié sous forme d'article dans The Atlantic. Bien que cet article ait été rédigé à l'époque où Kass présidait le Conseil présidentiel sur la bioéthique, les opinions exprimées sont les siennes et non celles du Conseil.
En résumé, il affirme qu'il existe trois raisons principales pour lesquelles l'amélioration biotechnologique pose problème. Kass les qualifie d'arguments liés à l'« attitude de maîtrise », aux « moyens non naturels » et aux « fins douteuses ».
Avant d'examiner ces arguments, il s'attarde sur la distinction entre « thérapie » et « amélioration ». Tandis que la thérapie vise à restaurer un état « normal » (comme le remplacement d’organes), l’amélioration permet aux individus d’obtenir un avantage par rapport au « fonctionnement normal » du corps humain (comme l’immortalité). Sur la base de cette distinction, Kass soutient que la plupart des gens accepteraient la thérapie, mais restent sceptiques face à l’amélioration. Toutefois, il considère que cette distinction est floue, car il est difficile de tracer la frontière entre thérapie et amélioration. L’une des raisons qu’il avance est que le « fonctionnement normal » du corps humain ne peut être défini de manière précise en raison des variations entre individus : certains peuvent naître avec une oreille absolue, tandis que d’autres sont sourds.
Bostrom et Roache répondent à cet argument en proposant un exemple clair d’amélioration permise. Selon eux, prolonger une vie (c’est-à-dire la rendre plus longue qu’elle ne l’aurait été naturellement) revient à sauver cette vie spécifique. Étant donné qu’il est généralement considéré moralement acceptable de sauver des vies (tant qu’aucun tort n’est causé), ils soutiennent qu'il n'y a aucune raison valable de considérer le prolongement de la vie comme immoral.
La pertinence du contre-argument de Bostrom et Roache devient plus évidente lorsque l’on considère l’essence du scepticisme de Kass vis-à-vis de la « valorisation ». En premier lieu, Kass perçoit des expériences humaines naturelles telles que le vieillissement, la mort et la souffrance comme des conditions nécessaires à l’épanouissement humain. Par conséquent, étant donné que l’amélioration technologique réduit ces conditions et nuit à l’épanouissement humain, il en conclut que l’amélioration n’est pas moralement justifiée. Toutefois, Bostrom et Roache contestent l’hypothèse sous-jacente de Kass, à savoir que prolonger la vie serait différent de la sauver. Autrement dit, ils affirment qu'en ralentissant le vieillissement et en retardant la mort, on prolonge effectivement la vie d'une personne, ce qui revient à la sauver. Selon cet argument, le concept d’épanouissement humain devient alors secondaire, car il est moralement acceptable de sauver une vie, qu’elle soit épanouie ou non.

#### Les enjeux éthiques de l'amélioration biotechnologique
L’un des arguments majeurs de Leon Kass sur cette question porte sur l’attitude de « maîtrise ». Il soutient que, bien que nous disposions des moyens pour transformer la nature humaine – tant sur le plan physique que mental –, les objectifs restent incertains et s’accompagnent de conséquences imprévisibles :

« Le corps et l’esprit humains, d’une complexité remarquable et en équilibre délicat après des éons d’évolution progressive et rigoureuse, sont presque certainement menacés par toute tentative d’« amélioration » mal réfléchie. »

Faute de certitude sur la valeur des fins potentielles, Kass soutient qu’il ne s’agit en réalité pas d’une véritable maîtrise. Au contraire, nous réagissons aux impulsions passagères dictées par la nature, ce qui empêche l’humanité de se libérer de « l’emprise de sa propre nature ».
Kass s'appuie sur l'argument de Sandel  selon lequel les transhumanistes ne parviennent pas à reconnaître correctement le « don » du monde. Il reconnaît que cette idée a son utilité, car elle devrait nous inciter à adopter une attitude de modestie, de prudence et d’humilité. Cependant, il considère que cela ne suffit pas à déterminer quels aspects peuvent être modifiés et lesquels doivent rester intacts. C’est pourquoi Kass suggère également de respecter le « caractère donné » des natures propres à chaque espèce – « donné » au sens de quelque chose de fixe et précisément défini.

#### Des moyens «non naturels» d’amélioration biotechnologique
Kass qualifie l'amélioration biotechnologique de tricherie ou de « bon marché »  car elle sape le sentiment d'avoir travaillé dur pour atteindre un certain objectif. Il écrit : « Ce qui importe, c'est le caractère naturel des moyens employés. Le problème ne réside pas dans le fait que les médicaments ou les dispositifs utilisés soient des artefacts, mais dans le risque de transgresser ou d'altérer la structure fondamentale de l’activité humaine naturelle ». Par nature, il existe « un lien expérientiel et intelligible entre les moyens et les fins ».
Kass suggère que les efforts déployés pour atteindre l’excellence « ne sont pas seulement ce qui motive nos actions, mais aussi ce qui en résulte ». Par conséquent, ces luttes façonnent le caractère. Kass affirme que la biotechnologie, en offrant un raccourci, ne renforce pas le caractère, mais fragilise plutôt la maîtrise de soi. Cela se manifeste, par exemple, dans la manière dont l'affrontement de situations effrayantes peut nous aider à surmonter nos peurs, alors qu'une pilule supprimant la peur empêche simplement de l’éprouver, sans nous apprendre à y faire face. Comme il le souligne : « Ceux qui prennent des pilules pour effacer de leur mémoire les aspects douloureux ou haineux d’une expérience récente n’apprendront pas à gérer la souffrance ou le chagrin. Un médicament qui supprime la peur ne produit pas de courage ». Il affirme que des améliorations biotechnologiques limitées sont nécessaires pour les humains, car elles permettent de reconnaître les dons naturels et de cultiver l’humilité.
Kass souligne que certaines interventions biologiques peuvent favoriser la quête de l’excellence sans en diminuer la valeur, « en partie parce que de nombreuses formes d’excellence dans la vie ne sont pas liées à la compétition ou à l’adversité ». Par exemple, « des médicaments réduisant la somnolence ou améliorant la vigilance… peuvent réellement aider les individus dans leurs activités naturelles, qu’il s’agisse d’apprendre, de peindre ou de remplir leur devoir civique », « L'essentiel n’est pas tant les efforts d’un bon caractère face aux difficultés, mais la démonstration d’un agent attentif et explorateur de soi, veillant à ce que ses actions découlent intentionnellement de son âme volontaire, consciente et incarnée ». Kass affirme qu'il est nécessaire d’établir une « connexion intelligible » entre les moyens et les fins pour que nous puissions véritablement considérer notre corps, notre esprit et nos transformations comme étant les nôtres.

#### Les fins «douteuses» de l’amélioration biotechnologique

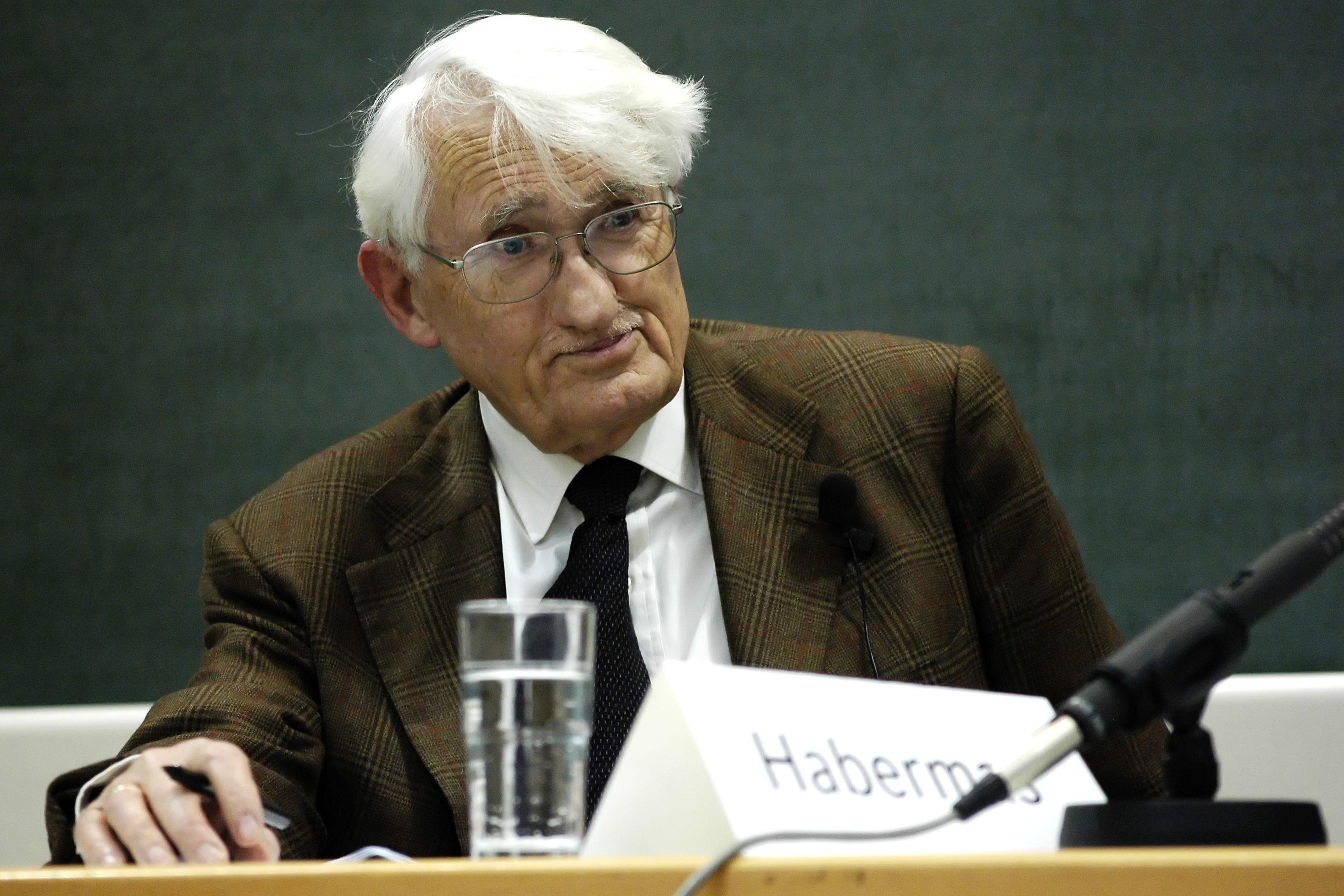
Jürgen Habermas

L’argument en faveur des corps sans âge repose sur l’idée que la prévention du déclin, de la dégénérescence et du handicap, ainsi que l’évitement de la cécité, de la surdité, de la faiblesse, et de la fatigue, favorisent une vie pleinement vécue en tant qu’être humain, au sommet de ses capacités, et assurent une « bonne qualité de vie » du début à la fin.

Cependant, Kass argue que ce sont les limites humaines qui offrent la possibilité d’être heureux. D’abord, il affirme que « le désir d’une amélioration sans âge de soi est, en fin de compte, incompatible avec l’acceptation du besoin de procréation et de renouvellement humain ». Cela engendre un monde « hostile aux enfants » et probablement « de plus en plus marqué par l’anxiété liée à la santé et la peur de la mort ». En effet, c’est l’existence du déclin et de la décadence qui nous permet d’accepter la mortalité. L’hostilité envers les enfants découle de la redondance des nouvelles générations face à une durée de vie infinie ; la progression et l’évolution de l’espèce humaine ne viendraient alors plus de la procréation et de la succession, mais de l’amélioration artificielle des générations existantes. D'autre part, il explique qu'il est nécessaire de faire le deuil pour pouvoir aimer, et qu'il faut ressentir un manque pour être en mesure d'aspirer :
[...] l'épanouissement humain dépend du fait que nous sommes des créatures de besoin et de finitude et donc de désirs et d'attachement.
Enfin, Kass avertit : « L’être engagé et dynamique dans le travail de ce qui nous est donné de manière unique est ce que nous devons chérir et protéger. Toute autre forme de perfection n’est, au mieux, qu’une illusion passagère, et au pire, un pacte faustien qui nous coûtera notre humanité complète et épanouie ».

### Jürgen Habermas
Jürgen Habermas a également critiqué l'amélioration génétique humaine dans son ouvrage L'avenir de la nature humaine. Habermas s'oppose à l’utilisation des technologies génétiques prénatales pour améliorer la progéniture. Il rejette l'amélioration génétique humaine pour deux raisons principales : la violation de la liberté éthique et la création de relations asymétriques. Il développe cette réflexion en abordant les tensions entre l'évolution de la science, la religion et les principes moraux.

#### Violation de la liberté éthique
Habermas souligne qu'une modification génétique impose une contrainte externe sur la vie d'une personne, une contrainte qui diffère qualitativement de toute influence sociale. Cette modification génétique prénatale sera probablement choisie par les parents, ce qui menace la liberté éthique et l'égalité que chaque individu mérite en tant que droit de naissance. Selon Habermas, la différence réside dans le fait que, tandis que les processus de socialisation peuvent toujours être remis en question, les modèles génétiques, eux, échappent à toute forme d’imprévisibilité. Cet argument repose sur l'ouvrage majeur d'Habermas, Éthique de la discussion. Pour Habermas :
Les interventions eugéniques visant l'amélioration réduisent la liberté éthique en liant l'individu à des intentions extérieures, rejetées mais irréversibles, l'empêchant ainsi de se percevoir de manière spontanée comme l’auteur unique de sa propre vie.

#### Relations asymétriques
Habermas a suggéré que les améliorations génétiques humaines engendreraient des relations asymétriques qui menaceraient la démocratie, fondée sur l'idée d'égalité morale. Il soutient que, quelle que soit l'étendue des modifications, le simple fait de savoir qu'une amélioration a eu lieu empêche l'établissement de relations symétriques entre parents et enfants. Le génome de l'enfant aurait été modifié sans son consentement, rendant ses parents responsables des traits modifiés. Contrairement à des penseurs comme Fukuyama, Habermas ne prétend pas que ces traits créeraient différents « types d'humains », mais insiste plutôt sur la responsabilité des autres dans le choix de ces traits. La différence fondamentale entre les traits naturels et l'amélioration génétique réside dans ce point crucial pour Habermas : l'autonomie de l'enfant, en tant qu'autodétermination, est violée. Toutefois, Habermas reconnaît que, par exemple, le fait de rendre un enfant très grand dans l'espoir qu'il devienne joueur de basket ne garantit pas qu'il choisira cette voie.
Cependant, même si l’on peut refuser une telle opportunité, cela ne signifie pas nécessairement que l’on se retrouve dans une situation irréversible. La modification génétique a deux conséquences majeures. Premièrement, aucune action entreprise par l’enfant ne peut être attribuée à sa propre négociation avec la loterie naturelle, car un « tiers » a négocié à sa place. Cela menace le sens de la responsabilité envers sa propre vie, qui accompagne la liberté. En conséquence, la perception que les individus ont d'eux-mêmes en tant qu'êtres éthiques est mise en péril, ce qui pourrait mener à un nihilisme éthique. En effet, la modification génétique crée une forme de dépendance où l'une des parties n'a même pas la possibilité, même hypothétique, d’échanger sa place sociale avec l’autre. Deuxièmement, il devient impossible d'établir collectivement et démocratiquement des règles morales par le biais de la communication, car une condition essentielle pour leur établissement est la possibilité de remettre en question les affirmations. Les individus génétiquement modifiés, cependant, ne se rendent pas compte que leur questionnement pourrait avoir été influencé par l'amélioration, et ne peuvent pas non plus le remettre en cause. Cela dit, Habermas reconnaît que nos sociétés sont remplies de relations asymétriques, telles que l’oppression des minorités ou l’exploitation. Cependant, ces conditions pourraient être modifiées. En revanche, une modification génétique, une fois effectuée, est irréversible.

## Critiques
L'Institut transhumaniste pour l'éthique et les technologies émergentes critique le bioconservatisme en le qualifiant de « racisme humain » (également appelé spécisme), le considérant comme motivé par un « facteur répugnant » qui méprise les libertés individuelles.

### Nick Bostrom sur la dignité posthumaine

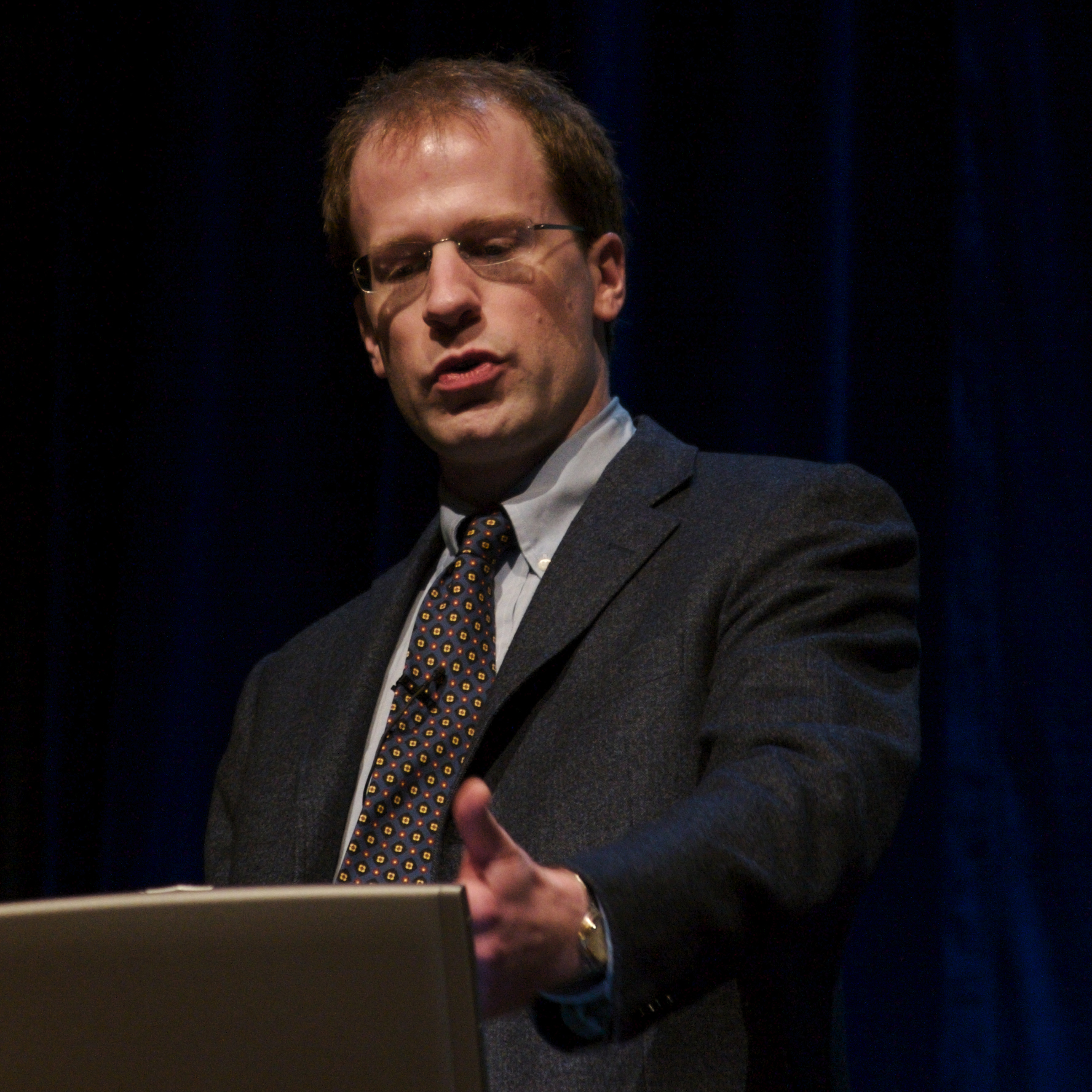
Nick Bostrom, transhumaniste et détracteur du bioconservatisme

Nick Bostrom affirme que les préoccupations des bioconservateurs concernant la menace que représente le transhumanisme pour la dignité posthumaine sont injustifiées. Il se reconnaît lui-même dans des formes de dignité posthumaine et, dans son article In Defence of Posthuman Dignity (en français : En défense de la dignité posthumaine), il soutient que cela ne contredit pas les principes du transhumanisme.
Dans cet article, Bostrom conteste les préoccupations de Fukuyama concernant les dangers que le transhumanisme ferait peser sur la dignité en tant que statut moral, notamment l'idée selon laquelle il pourrait priver l'humanité de son droit inaliénable au respect. Selon lui, ces inquiétudes manquent de fondements empiriques. Il soutient que la proportion de personnes bénéficiant d'un respect moral total dans les sociétés occidentales a en réalité augmenté au fil du temps, incluant des populations telles que les non-blancs, les femmes et les non-propriétaires. En suivant cette logique, il serait également possible d’intégrer les futurs posthumains sans diminuer la dignité du reste de la population.
Bostrom poursuit en abordant la dignité en tant que valeur morale, qui varie d'un individu à l'autre. Il propose que les posthumains pourraient également posséder une dignité dans ce sens. De plus, il avance que les posthumains, étant génétiquement améliorés, pourraient atteindre des niveaux d'excellence morale supérieurs à ceux des humains contemporains. Bien qu'il reconnaisse que certains posthumains pourraient mener des vies plus dégradées à cause de leur auto-amélioration, il souligne également que, même aujourd'hui, de nombreuses personnes ne mènent pas une vie digne. Il regrette cette situation et suggère que des mesures telles que des réformes éducatives et culturelles pourraient aider à y remédier. Bostrom défend les libertés morphologiques et reproductives des humains, estimant qu'en fin de compte, mener la vie à laquelle on aspire devrait être un droit inaliénable.
La liberté de reproduction implique que les parents devraient être libres de choisir les améliorations technologiques qu'ils souhaitent pour leur enfant. Selon Bostrom, il n'y a aucune raison de privilégier les processus aléatoires de la nature par rapport à la conception humaine. Il rejette les accusations qui qualifient ce type d'interventions de « tyrannie » des parents envers leurs futurs enfants. Pour lui, la tyrannie de la nature n’est pas différente. En fait, il va même jusqu'à affirmer que « si Mère Nature avait été un vrai parent, elle aurait été emprisonnée pour maltraitance sur mineur et meurtre ».
Plus tôt dans son article, Bostrom répond également à Leon Kass en affirmant que, selon ses propres termes, « les dons de la nature sont parfois défectueux et ne devraient pas toujours être acceptés ». Il souligne qu'on ne peut pas se fier à la nature pour établir des normes. Au contraire, il propose que le transhumanisme, au fil du temps, puisse permettre l'amélioration technique de la « nature humaine », en harmonie avec les principes moraux largement partagés dans notre société.
Selon Bostrom, la manière dont les bioconservateurs justifient l'interdiction de certaines améliorations humaines tout en permettant d'autres met en lumière le double standard qui caractérise cette pensée. Il estime que cette situation découle d'une conception erronée de la dignité humaine. Nous faisons à tort l'hypothèse que la nature humaine est un ensemble de propriétés intrinsèques et inaltérables. Ce problème, selon lui, peut être résolu si l'on considère la nature humaine comme « dynamique, partiellement façonnée par l'homme et perfectible ». En reconnaissant que les facteurs sociaux et technologiques influencent notre nature, la dignité se définit par ce que nous sommes et par ce que nous avons le potentiel de devenir, et non par notre pedigree ou notre origine sociale. Ainsi, il apparaît que l'amélioration des capacités ne remet pas en cause le statut moral, et qu'il est nécessaire d'adopter une perspective inclusive qui reconnaît les descendants améliorés comme détenteurs de dignité. Les transhumanistes rejettent l'idée qu'il existe une différence morale significative entre l'amélioration de la vie humaine par des moyens technologiques et d'autres méthodes.
Distinguer les types d'amélioration
Bostrom aborde une critique des bioconservateurs à l'encontre des transhumanistes, qui soutiennent que les enfants biologiquement améliorés par certaines technologies risquent de souffrir d'angoisse psychologique en raison de ces modifications.
1. Les améliorations prénatales peuvent engendrer des attentes concernant les caractéristiques ou le comportement futurs de l'individu.
2. Si la personne prend connaissance de ces améliorations, cela pourrait provoquer une angoisse psychologique en raison de la pression exercée pour satisfaire de telles attentes.
3. Les actions susceptibles de causer une angoisse psychologique chez les individus sont considérées comme indésirables et moralement répréhensibles.
4. Par conséquent, les améliorations prénatales sont moralement répréhensibles.

Bostrom constate que les bioconservateurs s’appuient sur une fausse dichotomie entre les améliorations technologiques qui sont nocives et celles qui ne le sont pas, remettant ainsi en cause la deuxième prémisse. Bostrom affirme que les enfants dont la mère leur a fait écouter du Mozart pendant la grossesse ne ressentiraient pas d'angoisse psychologique en apprenant que leurs talents musicaux avaient été « programmés prénatalement par leurs parents ». Cependant, il note que les auteurs bioconservateurs utilisent fréquemment des arguments similaires pour défendre le contraire, suggérant que les améliorations technologiques, contrairement à l'écoute de Mozart dans l'utérus, pourraient potentiellement perturber les enfants.

### Hans Jonas et la liberté de procréation
Hans Jonas conteste les critiques sur les enfants bio-améliorés en remettant en question leur liberté sans la présence d'amélioration. Il soutient que cette amélioration augmenterait leur liberté. En effet, des capacités physiques et mentales améliorées permettraient d’avoir plus d’opportunités ; les enfants ne seraient plus limités par des déficiences physiques ou mentales. Jonas affaiblit encore davantage les arguments sur la liberté de reproduction en faisant référence à Habermas. Habermas soutient que la liberté de la progéniture est limitée par la connaissance de son amélioration. Pour contester cela, Jonas développe sa notion de liberté reproductive

### Critique anarcho-transhumaniste du bioconservatisme

Les couleurs de l'anarcho-transhumanisme sont généralement représentées par une alliance entre le bleu et le noir. Le noir symbolise l'anarchie, tandis que le bleu peut représenter le ciel, l'avenir, l'horizon lointain et l'infini.

Le courant anarchiste et anticapitaliste de l'anarcho-transhumanisme est très critique vis-à-vis du "bioconservatisme" ou du "biochauvinisme". En effet, en reprenant le concept transhumaniste de la "liberté morphologique", les anarchistes transhumanistes considèrent comme conservateur et non-émancipateur le bioconservatisme.
La liberté morphologique au sein de ce courant libertaire peut se résumer via ce slogan du militant américain anarcho-transhumaniste Wiiliam Gillis : « nous devrions viser à étendre nos libertés physiques autant que nous visons à étendre nos libertés sociales ».
Donc, la liberté morphologique désigne aussi dans ce courant anarchiste la liberté effective de disposer de son corps et de ses conditions matérielles. 
La liberté morphologique, les droits des personnes handicapées et la neurodiversité sont largement soutenus par les anarchistes transhumanistes notamment en opposition au validisme et au bioconservatisme. De plus, en lien avec les objectifs de l'anarchisme, ce courant s'oppose aux structures de pouvoir coercitives, autoritaires et étatiques : l'anarchisme transhumaniste s'oppose à leurs influences car elles entravent les moyens d'exercer son autonomie.
Le racisme, la misogynie et la transphobie sont également critiqués par l'anarcho-transhumanisme.

## Bioconservateurs notables
- Francis Fukuyama (attribué par les observateurs)[1]
- Bill McKibben
- Jérémy Rifkin
- Michael Sandel

## Lectures complémentaires
- (en) Gregg, Benjamin (2021). « Réglementer le génie génétique en fonction de la dignité humaine et non de l'essentialisme génétique », Politique et sciences de la vie, 10.1017/pls.2021.29, 41, 1, (60–75),
- (en) Savulescu, Julien (2019). « La liberté rationnelle et les six erreurs d’un bioconservateur », The American Journal of Bioethics, 19(7), 1–5. https://doi.org/10.1080/15265161.2019.1626642